# 9-я механизированная бригада
9-я механизированная  Плоештинская Краснознаменная  бригада — механизированная  бригада Красной армии в годы Великой Отечественной войны.
Сокращённое наименование — 9 мбр.

## Формирование и организация
Начала истощатся на основании Директивы Зам. НКО № орг/2/1039 (ш/т) от 16.04.1942 г. Сформирована в апреле 1942 г. в Сталинградском ВО.
В июне 1942 г. бригаду включили в состав 23-го танкового корпуса.
В декабре 1942 г. в состав бригады включили 46-й танковый полк и переименовали в 9-ю механизированную.
В апреле 1943 г. бригаду включили в состав 5-го механизированного корпуса.
Приказом НКО № 0306 от 12.09.1944 г. и Директивой ГШКА № орг/3/36778 от 10.10.1944 г. 9-я механизированная бригада преобразована в 31-ю гв. механизированную бригаду.

## Боевой и численный состав
Бригада сформирована по штатам №№ 010/370 - 010/380:
- Управление бригады (штат № 010/370)
- 1-й мотострелковый батальон (штат № 010/371)
- 2-й мотострелковый батальон (штат № 010/371)
- 3-й мотострелковый батальон (штат № 010/371)
- Минометный батальон (штат № 010/372)
- Артиллерийский дивизион (штат № 010/373)
- Зенитный артиллерийский дивизион (штат № 010/374)
- Рота ПТР (штат № 010/375)
- Рота автоматчиков (штат № 010/376)
- Разведывательная рота (штат № 010/377)
- Рота управления (штат № 010/378)
- Рота техобеспечения (штат № 010/379)
- Медико-санитарный взвод (штат № 010/380)
- 46-й танковый полк

В 1943 г. бригада переведена на штаты №№ 010/420 - 010/431, 010/451, 010/465:
- Управление бригады (штат № 010/420)
- 1-й мотострелковый батальон (штат № 010/421)
- 2-й мотострелковый батальон (штат № 010/421)
- 3-й мотострелковый батальон (штат № 010/421)
- Минометный батальон (штат № 010/422)
- Артиллерийский дивизион (штат № 010/423)
- Рота ПТР (штат № 010/424) Рота автоматчиков (штат № 010/425)
- Разведывательная рота (штат № 010/426) Рота управления (штат № 010/427)
- Рота техобеспечения (штат № 010/428) Инженерно-минная рота (штат № 010/429)
- Автомобильная рота (штат № 010/430) Медико-санитарный взвод (штат № 010/431)
- 138-я зенитно-пулеметная рота (штат № 010/451)
- 46-й танковый полк

## Подчинение
Периоды вхождения в состав Действующей армии:
- с 21.05.1942 по 12.10.1942 года. - как 9-я мотострелковая бригада

- с 26.05.1943 по 20.10.1943 года.
- с 06.01.1944 по 12.09.1944 года.

| Дата            | Фронт (округ)                | Армия              | Корпус                      | Дивизия | Бригада | Примечания |
| --------------- | ---------------------------- | ------------------ | --------------------------- | ------- | ------- | ---------- |
| 01.05.1942 года | Сталинградский военный округ |                    |                             |         |         |            |
| 01.06.1942 года | Юго-Западный фронт           |                    |                             |         |         |            |
| 01.07.1942 года | Юго-Западный фронт           |                    | 23-й танковый корпус        |         |         |            |
| 01.08.1942 года | Сталинградский фронт         |                    | 23-й танковый корпус        |         |         |            |
| 01.09.1942 года | Юго-Восточный фронт          |                    | 23-й танковый корпус        |         |         |            |
| 01.10.1942 года | Сталинградский фронт         |                    | 23-й танковый корпус        |         |         |            |
| 01.11.1942 года | Приволжский военный округ    |                    | 23-й танковый корпус        |         |         |            |
| 01.12.1942 года | Приволжский военный округ    |                    | 23-й танковый корпус        |         |         |            |
| 01.01.1943 года | Приволжский военный округ    |                    |                             |         |         |            |
| 01.02.1943 года | Приволжский военный округ    |                    |                             |         |         |            |
| 01.03.1943 года | Приволжский военный округ    |                    |                             |         |         |            |
| 01.04.1943 года | Приволжский военный округ    |                    |                             |         |         |            |
| 01.05.1943 года | Степной военный округ        |                    | 5-й механизированный корпус |         |         |            |
| 01.06.1943 года | РВГК                         |                    | 5-й механизированный корпус |         |         |            |
| 01.07.1943 года | РВГК                         |                    | 5-й механизированный корпус |         |         |            |
| 01.08.1943 года | Западный фронт               |                    | 5-й механизированный корпус |         |         |            |
| 01.09.1943 года | Западный фронт               | 33-я армия         | 5-й механизированный корпус |         |         |            |
| 01.10.1943 года | Западный фронт               |                    | 5-й механизированный корпус |         |         |            |
| 01.11.1943 года | РВГК                         |                    | 5-й механизированный корпус |         |         |            |
| 01.12.1943 года | РВГК                         |                    | 5-й механизированный корпус |         |         |            |
| 01.01.1944 года | Московский военный округ     |                    | 5-й механизированный корпус |         |         |            |
| 01.02.1944 года | 1-й Украинский фронт         | 6-я танковая армия | 5-й механизированный корпус |         |         |            |
| 01.03.1944 года | 2-й Украинский фронт         | 6-я танковая армия | 5-й механизированный корпус |         |         |            |
| 01.04.1944 года | 2-й Украинский фронт         | 6-я танковая армия | 5-й механизированный корпус |         |         |            |
| 01.05.1944 года | 2-й Украинский фронт         | 6-я танковая армия | 5-й механизированный корпус |         |         |            |
| 01.06.1944 года | 2-й Украинский фронт         | 6-я танковая армия | 5-й механизированный корпус |         |         |            |
| 01.07.1944 года | 2-й Украинский фронт         | 6-я танковая армия | 5-й механизированный корпус |         |         |            |
| 01.08.1944 года | 2-й Украинский фронт         | 6-я танковая армия | 5-й механизированный корпус |         |         |            |
| 01.09.1944 года | 2-й Украинский фронт         | 6-я танковая армия | 5-й механизированный корпус |         |         |            |

## Командиры

### Командиры бригады
- Шутов Михаил Васильевич, подполковник (в августе 1942 контужен и эвакуирован)10.04.1942 - 00.08.1942 года.[1]
- Соболев Никандр Степанович, подполковник врио, 01.08.1942 - 07.08.1942 года.[2]
- Коваленко Константин Иванович, подполковник,  врио, 25.08.1942 - 08.10.1942 года.
- Бабенко Александр Петрович, майор, подполковник, 08.10.1942 - 29.06.1944 года.[3]
- Чернобровкин Павел Семёнович, подполковник, 16.06.1944 - 06.07.1944 года.[4]
- Селезнев Кузьма Фёдорович, полковник,11.07.1944 - 12.09.1944 года.

### Начальники штаба бригады
- Соболев Никандр Степанович, подполковник, 00.04.1942 - 05.07.1944 года.
- Горшков Иван Герасимович, подполковник. 05.07.1944 - 00.08.1944 года.[5]
- Обатуров Геннадий Иванович, подполковник, 00.08.1944 - 12.09.1944 года.[6]

### Заместитель командира бригады по строевой части
- Грибов Пётр Иванович , полковник (22.03.1945 убит в бою).00.05.1944 - 22.03.1945 года.[7]

## Отличившиеся воины
| Награда | Ф. И.О                    | Должность                                                                  | Звание            | Дата награждения   | Примечания                       |
| ------- | ------------------------- | -------------------------------------------------------------------------- | ----------------- | ------------------ | -------------------------------- |
|         | Васильев, Михаил Иванович | командир танковой роты 46-го танкового полка, 9-й механизированной бригады | старший лейтенант | 24 марта 1945 года | Погиб в бою 24 августа 1944 года |

## Награды и наименования
| Награда, наименование                | Документ о награждении                                                           | За что получена |
| ------------------------------------ | -------------------------------------------------------------------------------- | --- |
| Почётное наименование «Плоештинская» | Присвоено Приказом Верховного главнокомандующего № 0312 от 15 сентября 1944 года | за участие в боях за освобождение Плоешти                                                                                                  |
| Орден Красного Знамени               | Указ Президиума ВС СССР от 23.10.1943 года.                                      | За образцовое выполнение боевых заданий командования на фронте борьбы с немецкими захватчиками и проявленные при этом доблесть и мужество. |